# Pareulype andalusica
Pareulype andalusica är en fjärilsart som beskrevs av Eugen Wehrli 1927. Pareulype andalusica ingår i släktet Pareulype och familjen mätare. Inga underarter finns listade i Catalogue of Life.